# I’ll Whip Ya Head Boy
I’ll Whip Ya Head Boy – czwarty i ostatni singiel promujący ścieżkę dźwiękową do filmu Get Rich or Die Tryin’ amerykańskiego rapera 50 Centa.
Gościnnie występuje raper Young Buck.

## Remiksy
- „I’ll Whip Ya Head Boy (Remix)” (feat. Young Buck & M.O.P.)
- „We Get That Bread” (feat. Young Buck, Lil Wayne & Juelz Santana)
- „Get That Bread” (Cassidy)
- „I’ll Whip Ya Head Boy (Remix) (feat. Young Buck & Agallah)
- „Roger That” Lil Wayne featuring Javon Black & Young Jeezy

## Notowania
| Notowanie (2005                      | Pozycja |
| ------------------------------------ | ------- |
| U.S. Billboard Hot R&B/Hip-Hop Songs | 74      |